# Ulysses (Nebraska)
Ulysses es una villa ubicada en el condado de Butler en el estado estadounidense de Nebraska. En el Censo de 2010 tenía una población de 171 habitantes y una densidad poblacional de 325,24 personas por km².

## Geografía
Ulysses se encuentra ubicada en las coordenadas 41°4′20″N 97°12′10″O / 41.07222, -97.20278. Según la Oficina del Censo de los Estados Unidos, Ulysses tiene una superficie total de 0.53 km², de la cual 0.53 km² corresponden a tierra firme y (0%) 0 km² es agua.

## Demografía
Según el censo de 2010, había 171 personas residiendo en Ulysses. La densidad de población era de 325,24 hab./km². De los 171 habitantes, Ulysses estaba compuesto por el 98.83% blancos, el 0% eran afroamericanos, el 0% eran amerindios, el 0% eran asiáticos, el 0% eran isleños del Pacífico, el 0% eran de otras razas y el 1.17% pertenecían a dos o más razas. Del total de la población el 2.34% eran hispanos o latinos de cualquier raza.